# Terremoto di Haiti del 2021
Il terremoto di Haiti del 2021 è un sisma di magnitudo 7.2 che ha colpito l'America Centrale, nello specifico il dipartimento di Nippes di Haiti, il 14 agosto 2021. La scossa si è verificata alle 08:29 a 12 chilometri a Nord-Est di Saint-Louis-du-Sud, nell'Arrondissement di Aquin; con una profondità di 10 km.
Già dopo 20 minuti si è avuta la prima forte replica, di magnitudo 5.2, a 20 km da Cavaillon; essa ha avuto una profondità di 10,8 km. Una seconda replica di magnitudo 4.1 si è verificata alle 09:14 ora locale a 9 km a Sud-Ovest di Petit-Trou-de-Nippes, con ipocentro situato a 11 km di profondità.

## Predisposizione tettonica
Il sisma è il risultato di un movimento inverso obliquo avvenuto lungo la faglia di Enriquillo-Plantain Graden, a circa 125 km ad ovest della capitale di Haiti, Port-au-Prince. Questa faglia, nel complesso, si muove di circa 7mm l'anno, poco meno della metà della convergenza obliqua totale tra le placca dei Caraibi e quella del Nord America, le due generatrici della scossa.

## Vittime
Le prime notizie riportavano 5 persone decedute, tra cui due bambini di sette e nove anni, rispettivamente ad Aquin e a Nippes. Successivamente il direttore della Protezione Civile del Paese, Jerry Chandler, ha confermato almeno 29 morti: 17 sono state registrate nel dipartimento di Grand-Anse, 9 nella città di Cayes e 3 nel dipartimento di Nippes. L'USGS aveva previsto, purtroppo, "un alto numero di vittime".
Al 30 agosto si contano almeno 2.500 decessi, 12.268 feriti e 344 dispersi; tuttavia il bilancio è ancora in aggiornamento e l'US Geological Survey stima un bilancio in vittime ben superiore ai casi accertati.

## Danni materiali
Il sisma ha danneggiato più di 60.000 abitazioni in tutto il paese, con crolli più gravi nei comuni di Jérémie, Les Anglais, Aquinoise e Les Cayes. In quest'ultima località è anche crollato completamente l'Ospedale Generale. Nei video condivisi sui social si vedono le rovine di vari edifici, tra cui quelle di una chiesa di Les Anglais (200 km a sud-ovest della capitale Port-au-Prince) in cui si stava svolgendo una celebrazione.

## Eventi
Di seguito, la lista dettagliata delle scosse telluriche registrate dal 14 agosto 2021, escludendo quelle di magnitudo inferiore a 4.5; le scosse più forti (di magnitudo maggiore o uguale a 5.0) sono evidenziate in blu.
| Data locale     | Ora locale (UTC-4) | Magnitudo | Profondità ipocentro | Epicentro  | Epicentro   |
| Data locale     | Ora locale (UTC-4) | Magnitudo | Profondità ipocentro | Latitudine | Longitudine |
| --------------- | ------------------ | --------- | -------------------- | ---------- | ----------- |
| 14 agosto 2021  | 08:29:08           | 7.2       | 10.0                 | 18.434     | 73.482      |
| 14 agosto 2021  | 08:49:33           | 5.1       | 12.6                 | 18.464     | 73.733      |
| 14 agosto 2021  | 10:28:50           | 4.8       | 10.0                 | 18.538     | 73.569      |
| 14 agosto 2021  | 10:57:34           | 4.7       | 10.0                 | 18.475     | 73.652      |
| 14 agosto 2021  | 12:08:03           | 4.7       | 10.0                 | 18.503     | 73.712      |
| 14 agosto 2021  | 13:05:19           | 4.9       | 9.5                  | 18.434     | 73.597      |
| 14 agosto 2021  | 14:11:10           | 5.2       | 8.8                  | 18.586     | 73.620      |
| 14 agosto 2021  | 18:14:08           | 4.5       | 16.1                 | 18.527     | 74.027      |
| 14 agosto 2021  | 22:37:53           | 5.1       | 13.8                 | 18.608     | 73.574      |
| 14 agosto 2021  | 23:20:45           | 5.8       | 12.0                 | 18.398     | 74.090      |
| 14 agosto 2021  | 23:28:47           | 4.7       | 10.0                 | 18.435     | 73.948      |
| 15 agosto 2021  | 08:05:43           | 4.8       | 10.0                 | 18.535     | 73.719      |
| 18 agosto 2021  | 12:47:53           | 4.7       | 5.9                  | 18.356     | 73.510      |
| 22 agosto 2021  | 19:27:12           | 4.5       | 10.0                 | 18.576     | 73.617      |
| 11 gennaio 2022 | 01:07:45           | 4.6       | 14.7                 | 18.469     | 73.552      |
| 24 gennaio 2022 | 09:16:23           | 5.3       | 10.0                 | 18.468     | 73.335      |